# Veränderliche Kopfschildschnecke
Die Veränderliche Kopfschildschnecke (Chelidonura varians) ist eine Schneckenart aus der Ordnung der Kopfschildschnecken (Cephalaspidea) und der Familie Aglajidae, die im Indopazifik verbreitet ist.

## Merkmale
Die typischerweise etwa 3 cm lange und 1 cm breite, manchmal aber bis zu 7 cm lange Veränderliche Kopfschildschnecke hat eine tiefschwarze Färbung mit strahlend blauen Kanten hin zu den Parapodien, Rückenschilden und Hinterfortsätzen. Stellenweise ist diese blaue Linie allerdings unterbrochen, während in der Mitte des Kopfschilds längs eine weitere blaue Linie verläuft und es an anderen Stellen des Körpers einzelne blaue Flecken geben kann. Die unter den Parapodien verborgenen Körperpartien sind etwas heller als der restliche Körper. Der Kopfschild hat ein etwa 1,8 cm langes, nach hinten zum Ansatz spitz zulaufendes Segel mit variabler Form, oft mit dem Umriss eines gleichschenkligen Dreiecks. Die Hinterfortsätze sind etwa 4 bis 5 mm lang. Die Kieme und die Spermienrinne sind weiß. Beiderseits des Mundes und unter den Fortsätzen des Kopfschildes sitzen zahlreiche bläulich-weiße Erhebungen mit unregelmäßig gruppierten Borsten. Der eher kleine Pharynx ist etwa 3 mm breit und mäßig muskulös. Ihm folgt ein enges Darmrohr, das durch die Mitteldarmdrüse verläuft, ohne sich zu einem Magen oder Ähnlichem zu erweitern. Die Prostata ist granulös und tief gegabelt. Das braune, sehr dünnwandige Schneckenhaus von Chelidonura varians hat die Form eines Beils.

## Verbreitung
Man findet die Art im Indopazifik, nicht jedoch im Roten Meer, auf Korallenriffen, wo auch ihre Beutetiere häufig sind.

## Lebenszyklus
Wie andere Kopfschildschnecken ist die Veränderliche Kopfschildschnecke ein Zwitter, bei dem sich – anders als bei manchen anderen Arten der Familie – zwei Individuen gegenseitig mit ihren Penissen begatten. Die scheibenförmigen Gelege, in denen sich die Eier in Einzelkapseln befinden, werden mit einem einzelnen Schleimfaden an hartem oder sandigem Substrat befestigt. Wenige Tage nach Eiablage schlüpfen Veliger-Larven, deren Ernährungsweise und Entwicklungsdauer noch unbekannt sind.

## Nahrung
Chelidonura varians ernährt sich als Nahrungsspezialist von der zu den Acoela zählenden Tierart Convolutriloba retrogemma, deren Individuen vollständig verschlungen werden.

## Aquarienhaltung
Chelidonura varians wird als Fressfeind der in Meerwasseraquarien unerwünschten Convolutriloba retrogemma gehandelt. Haben die Schnecken alle Würmer gefressen, verhungern sie allerdings, da sie keine andere Nahrung annehmen.